# Гуидо да Сиена
Вижте пояснителната страница за други личности с името Гуидо.
Гуѝдо да Сиена (на италиански: Guido da Siena) е италиански художник, работил в Сиена в периода между 1260 и 1290 г. – Дуеченто и един от основните представители на Сиенската школа.

## Биография
За живота на Гуидо да Сиена не се знае почти нищо. Историците на изкуството определят кръгa от художници, от които той би могъл да учи, но той е разнороден – от Бонавентура Берлингиери до Диетисалви ди Спеме. Следователно неговата артистична кариера може да бъде възстановена само чрез картините, които е създал, по-специално от подписа му върху „Маестà на Сан Доменико“, намираща се в базиликата на Св. Доменик в Сиена и представяща Мадоната на трон с Младенеца и ангели. Подписът гласи: me Guido de Senis diebus depinxit amenisquem Christus Ienis nullis velit angere penis - Anno Domini MCCXXI („Нарисува ме в щастливи дни Гуидо да Сиена, когото благосклонният Христос не иска да тревожи с никаква болка. 1221 сл. Хр.“). Подобен във всички отношения на този, който се появява в основата на Dossale номер 7 в Пинакотеката в Сиена, където обаче има датата 1270 г., подписът е приет за даденост от повечето критици. Датата 1221 г. обаче поставя тази Мадона в центъра на един от най-разгорещените спорове за средновековното италианско изкуство: приемането на такава ранна датировка прави Гуидо да Сиена първият велик майстор на италианското изкуство, много преди Джунта Пизано и преди всичко учител на Чимабуе, правейки Пизанската и Флорентинската школи производни на Сиенската. Съучастник в тези твърдения е и измамата с реставрацията на Дучо ди Буонинсеня на лицата в началото на 14 век, която придава на произведението необичайно модерен вид.
Тези мнения на учените, които са изявявани до 1990 г., днес са предимно отхвърляни. Датировката от 1320-те г. е неустойчива и без сравнение, докато датировка близка до тази на Dossale от 1270 г. днес е широко приета, също и поради факта, че фигурите на Мария и Младенеца са напълно сходни с тези в центъра на другата творба и е установена зависимостта от Мадона Гали-Дун на Диетисалви ди Спеме от около 1265 г. – съвременен художник, смятан днес за по-велик от Гуидо да Сиена (Лучано Белози, 1993 г.). Въпреки това недоразумението продължава векове, подхранвайки светското надценяване на художника като патриарх на Сиенската школа и отговорен за надмощието над Флорентинската. Въпреки че има и скорошни приноси, които са склонни да подчертават славата на художника (Де Бенедиктис, 1986), с намесата на италианския историк на изкуството Лучано Белози (1991) ролята на Гуидо да Сиена е значително намалена, разклонявайки част от неговия каталог в полза на Диетисалви ди Спеме и поставяйки го на по-малко устойчиво ниво спрямо ди Спеме, Риналдо да Сиена и Гуидо ди Грациано – лидерите на Сиенската школа от втората половина на века, от една от чиито работилници със сигурност излиза Дучо ди Бонинсеня.

## Стил
Стилистично Гуидо да Сиена показва обучение, свързано с примера на Копо ди Марковалдо, от когото той възприема подчертаните ефекти на светлосенките и известна абстрактност, извлечени от византийската култура. В Dossale номер 7, датиран от 1270 г., се забелязва една по-жива живопис и омекотена светлосянка, адаптиране към колегите му Диетисалви ди Спеме и Риналдо да Сиена, които започват да се интересуват от първите резултати на Чимабуе. В късната фаза (Разпятието от Йейл) се забелязва познаване на по-зрелите творби на Чимабуе като „Разпятието на Светия кръст“, което служи като модел за моделиране на страните на Христос, както и влияние на барелефите на амвона на Сиенската катедрала от Николо Пизано, завършен през 1268 г.
В късните му произведения като Страшният съд (Музей на сакралното изкуство в Гросето) цветовете са омекотени, вероятно вече вдъхновени от първите шедьоври на Дучо ди Буонинсеня.

## Творчество

### Маестà
Около неговата фигура вече много десетилетия дискусиите не утихват. Причината за това е, че единственото произведение, на което има негов подпис, е „Маестà“, но и около тази картина от много години има спорове. Причината е в това, че освен подписа „Guido de Senis“ на нея стои изписана 1221 г., макар ликовете на Мадоната и Младенеца да са изписани по маниера на втората половина на XIII век, близък до Чимабуе. В началото на 13 век ликовете са изписвани иначе, по-примитивно. Мненията на специалистите се разделят. Едни считат, че това действително е работа от 1221 г., но лицата са били преизписани през 14 век от Уголино ди Нерио. Други считат, че някой умишлено е записал предишна от настоящата дата, но това не се потвърждава от рентгеновото изследване. Трети предполагат, че тази икона е пренарисувана от по-древен образец с цел неговата замяна в по-усъвършенстван вид, така вероятно са пренесени и цифрите. Така или иначе това гигантско произведение с размер 2,83 х 1,94 метра става база за сравнение, на която специалистите стъпват в опитите си да възстановят творчеството на Гуидо да Сиена.

### Мадона със светци
Художественото творчество на Гуидо да Сиена е от този период от сиенската история, когато след битката при Монтаперти, състояла се на 4 септември 1260 г., в която сиенските гибелини побеждават флорентинските привърженици на папата – гвелфи, в Сиена започва да нараства култът към Мадоната. За отмъщение за поражението папата на 18 ноември 1260 г. отлъчва Сиена от Църквата. За религиозните сиенци е много важно въпреки това Мадоната, както и преди, да стои на страната на Сиенската комуна. Отчасти за утвърждаване на това образът на Мадоната от чисто религиозен започва да се трансформира в политически. За прототип на този нов маниер на изобразяване на Мадоната служи византийската икона „Богородица одигитрия“, но сиенците пресъздават нейния образ по своему. При „Мадона дел Бордоне“ (1261 г. църква „Санта Мария дей Серви“), изписана от Копо ди Марковалдо, може види напълно светският ѝ вид, наподобяващ одеяние на кралица, макар и изписан в иконописна традиция, а на наметалото на Мадоната са видни кралски орли (кралските орли присъстват и в „Маестà“ на Гуидо да Сиена, те украсяват тъканта на облегалката на трона – мотив, заимстван от Копо ди Марковалдо). От изображение на духовна защитница Мадоната се трансформира в образ на републиканска кралица, а нейният царствен статут и власт над града се подчертава чрез присъствието на свита от четири светци-покровители (идеята също явно е заимствана от византийския иконостас). Именно това представлява Мадоната при Гуидо да Сиена „Мадона със светци (св. Франциск от Асизи, Йоан Кръстител, Йоан Богослов и Мария Магдалена) (ок.1270 г., Сиена, Национална пинакотека). При по-късните художници кралската свита на Мадоната все повече се разраства, като у Дучо ди Буонинсеня тя вече е съставена от 40 светии.
„Маестà“  на Гуидо да Сиена също по всяка вероятност не е отделно изображение, а триптих. Експертите предполагат, че изображенията на светци са били разположени отстрани на Мадоната. Причината за тази версия е, че триъгълната греда на тази икона, изобразяваща благославящия Христос и два ангела, се е съхранявала другаде, в Бенедиктинския манастир в Сиена, тоест най-вероятно това е олтар, който е бил демонтиран.
В допълнение към двете произведения, посочени тук, на Гуидо се приписва „Мадоната с Младенеца“ от Националната пинакотека в Сиена и няколко малки творби с изображения на евангелски сцени от различни музеи, чиято принадлежност към творчеството на Гуидо да Сиена се оспорва от време на време.

### Панел от Бадия Арденга
През 18 век в Бадия Арденга – манастир в Монталчино е документирана древен панел с Житието на Христос, по-късно разчленен и частично загубен. Смята се, че може да се идентифицира с шестте истории за детството на Христос и с шестте истории за страстите Христови, датирани около 1280 г., днес в различни музеи:
- Благовещение (Annunciazione), 35,1x48,8 cm, Принстън, Худ. музей на Принстънския университет
- Рождество (Natività), 36,3x47,6 cm, Париж, Лувър, n. RF 1968-9
- Поклонението на влъхвите (Adorazione dei Magi), 34x46 cm, Алтенбург, Музей „Линденау“
- Представянето в храма (Presentazione al Tempio), 34,5x48 cm, Париж, Лувър, n. RF 1968-10
- Клането на невинните (Strage degli innocenti), 33x40 cm, Сиена, Национална пинакотека
- Бягство в Египет (Fuga in Egitto), 34x46 cm, Алтенбург, Музей „Линденау“
- Целувката на Юда (Bacio di Giuda), 34x32,5 cm, Сиена, Национална пинакотека
- Бичуване (Flagellazione), 34x46 cm, Алтенбург, Музей „Линденау“
- Качване на кръста (Salita sulla croce), 34,6x46 cm, Утрехт, Музей Catharijneconvent
- Разпъването на кръстта (Crocifissione), 33x48 cm, Сиена, Национална пинакотека
- Полагането от кръста (Deposizione dalla croce), 33,5x47 cm, Сиена, Национална пинакотека
- Разкаяние (Compianto), 34x47,5 cm, Сиена, Национална пинакотека

Друг панел, приписван на Гуидo, вероятно също идва от същия разчленен ансамбъл:
- Коронясването на Дева Мария (Incoronazione della Vergine), 34,3x166,7 cm, Лондон, Галерия Courtauld

- Благовещение, 1262 – 1279 г.
- Бягство в Египет, 1270-те г.
- Бичуване, 1270-те г.
- Разпъването на кръстта, 1270-те г.

### Други приписвани на Гуидо творби
- Мадоната с Младенеца и светци (Madonna col Bambino e santi), темпера и злато върху панел, dossale[2], Сиена, Национална пинакотека, n. 6
- Dossale номер 7 (Dossale n. 7), 1270 г., темпера и злато върху панел, dossale от църквата „Св. Франциск“ в Коле Валделса, 186x96 cm, Сиена, Национална пинакотека, n. 7
- Вътрешни врати на Диптих на блажения Андреа Галерани (Dittico del beato Andrea Gallerani), с Диетисалви ди Спеме (автор на външните врати), ок. 1270 г., Сиена, Национална пинакотека, n. 5
- Преображение Господне, влизане на Христос в Йерусалим и възкресението на Лазар (Trasfigurazione, entrata di Cristo a Gerusalemme e resurrezione di Lazzaro), ок. 1270-1275 г., антепендий[8] нарисуван върху ленено платно, до 1894 г. в Манастира на Санта Чечилия в Креволе (Мурло), Сиена, Национална пинакотека, n. 8
- Мадоната с Младенеца (Madonna col Bambino), темпера и злато върху панел, Сан Джиминяно, Градска пинакотека
- Разпятие (Crocifissione), темпера и злато върху панел, връх на олтарната картина, 65x97 cm, Ню Хейвън, Кънектикът, Худ. колекция на Йейлския университет, Колекция „Джарвс“, n. 1871.2
- Страшния съд (Giudizio finale), ок. 1280 г., темпера върху панел, Гросето, Музей за свещено изкуство
- Мадоната с Младенеца на трон (Madonna col Bambino in trono), темпера върху панел, 125x73 cm, Флоренция, Галерия на Академията, n. 435